# Aarne Puu
Aarne Puu (ur. 1948 w Tallinnie) – poeta, tłumacz, wykładowca akademicki.

## Życiorys
Jako dziecko mieszkał przez 6 lat w Słobodskoju, w obwodzie kirowskim, po skazaniu na zesłanie jego matki. Studiował filologię rosyjską na Uniwersytecie w Tartu. Po drugim roku został wytypowany na studia w Polsce. Po ukończeniu kursu języka polskiego studiował filologię polską (specjalizacja: teatrologia) na Uniwersytecie Jagiellońskim. Pisze w języku estońskim i polskim, a także tłumaczy powieści i poezję zarówno z języka polskiego na estoński, jak i z estońskiego na polski. Od 1973 roku mieszka w Krakowie. W latach 1996–2020 pracował na UJ (Filologia Węgierska) jako lektor języka estońskiego. Jest członkiem Związku Pisarzy Estońskich w Tallinnie. Jego wiersze przetłumaczono na: albański, angielski, arabski, litewski, niemiecki, słowacki, słoweński, rumuński, ukraiński i włoski.

## Twórczość
- 2020: Mieszkam w przestrzeni (Ma elan ruumis)
- 2010: Proszę posłuchaj (Kuula palun), Łódź, Wydawnictwo Astra[3]
- 2007: Kręgi pamięci[2]
- 2005: Откъм тази страна[3]
- 2003: Paberist maailm (Papírvilág), Szombathely[3]
- 2002: Zmęczenie stuleciem (Sajandi väsimus)[2]
- 1998: Inny wybór[2]
- 1998: Cтираются грани, Kraków[3]
- 1997: Kaksikalge, Kraków[3]
- 1996: Po tej stronie (Siinpool), Kraków[3]
- 1995: Godziny otwarcia[3]
- 1990: Krąg jest tak długi (Ring on nii pikk), Tallinn[3]
- 1989: Jezioro mojej pamięci, Kraków, Wydawnictwo Literackie[3]

## Tłumaczenia
Na język estoński:
- 2013: Andrzej Sapkowski, Ettemääratuse mõõk (Miecz przeznaczenia)[4]
- 2011: Andrzej Sapkowski, Viimane soov (Ostatnie życzenie)[5]
- 2005: Stanisław Lem, Solaris (Solaris), Eesti Päevalehe Raamat[3]
- 1991: Kašuubi muinasjutte (Bajki kaszubskie), Tallinn, Eesti Raamat[3]
- 1989: Stanisław Lem, Solaris.Eeden (Solaris.Eden), Tallinn, Eesti Raamat[3]
- 1985: Adam Bahdaj, Koolivaheaeg vaimudega (Wakacje z duchami), Tallinn Eesti Raamat[2]
- 1981: Wanda Chotomska, Muinasjutud (Bajki z 1001 Dobranocki), Tallinn, Eesti Raamat

Na język polski:
- 2003: Raimo Pullat, Od Wersalu do Westerplatte. Stosunki estońsko-polskie w okresie międzywojennym (Versailles’st Westerplatteni. Eesti ja Poola suhted kahe maailmasõja vahel), Kraków, Polska Akademia Umiejętności[3]
- 1988: Pieśń o niechybnym spotkaniu ze szczęściem (Laul õnne paratamatust saabumisest) z Jerzym Litwiniukiem, Warszawa, Czytelnik[3]
- 1988: Arvo Valton, Spiritual (Spirituaal) z Walerią Pawłowicz, Kraków, Wydawnictwo Literackie[3]
- 1988: Mati Unt, Jesienny bal (Sügisball), Kraków, Wydawnictwo Literackie[3]
- 1986: Friedebert Tuglas, Na krańcu świata (Maailma lõpus), Kraków, Wydawnictwo Literackie[3]
- 1984: Kochanka diabła (Kuradi armuke), Warszawa, Czytelnik[3]
- 1983: Paul-Eerik Rummo, Półgłosem (Poolüminal), Kraków, Wydawnictwo Literackie[3]
- 1982: Ellen Niit, Pille-Riin, Warszawa, Nasza Księgarnia[3]
- 1980: Vaino Vahing, Ty (Sina), Kraków, Wydawnictwo Literackie[3]
- 1978: Heljo Mänd, Piesek w kieszeni, Warszawa, Nasza Księgarnia[3]

## Nagrody
- 1989: Nagroda im. Andrzeja Bursy za wartościowy debiut poetycki za tomik Jezioro mojej pamięci[6]